# Подольцево
Подо́льцево (бел. Падольцава) — упразднённый населённый пункт, бывший посёлок в составе Новобыховского сельсовета Быховского района Могилёвской области Республики Беларусь.
До 11 апреля 1960 года посёлок входил в состав Лудчицкого сельсовета.
Упразднён 24 июня 2008 года.

## Население
- 1926 год — 36 жителей
- 1982 год — 21 житель
- 1999 год — 8 жителей
- 2007 год — 3 жителя
- 2009 год — 0 жителей